# Otto Licha
Otto Licha (2 novembre 1912 – Schwaz, 9 aprile 1996) è stato un pallamanista austriaco.

## Palmarès

### Olimpiadi
- Argento a Berlino 1936 nella pallamano.